# Aéroport international de Wenzhou-Longwan
L'aéroport international de Wenzhou-Longwan (code IATA : WNZ • code OACI : ZSWZ) est un aéroport qui dessert la ville-préfecture de Wenzhou dans la province du Zhejiang en Chine. Il a ouvert en 1990. Un nouveau terminal a ouvert en 2011
En 2013, l'aéroport de Wenzhou-Longwan a vu transiter 6 595 929 passagers, il était ainsi le 28e aéroport de Chine en nombre de passagers.

## Situation

### Carte des 50 premiers aéroports de Chine
| \| 500 km1:25 016 000 \| Baotou Canton Changchun Changsha Chengdu-CTU Chengdu-TFU Chongqing Dalian Fuzhou Guilin Guiyang Haikou Hailar Hangzhou Harbin Hefei Hohhot Jinan Jinghong Kunming Lanzhou Lhassa Lijiang Nanchang Nankin Nanning Ningbo Pékin · Capitale Pékin · Daxing Qingdao Quanzhou Sanya Shanghaï-Pudong Shanghaï-Hongqiao Shantou-Chaozhou-Jieyang Shenyang Shenzhen Shijiazhuang Taiyuan Tianjin Ürümqi Wenzhou Wuhan Suzhou Xiamen Xi'an Xining Yantai Yinchuan Zhengzhou Zhuhai-Jinwan |
| 500 km1:25 016 000 |

## Statistiques
Pour des raisons techniques, il est temporairement impossible d'afficher le graphique qui aurait dû être présenté ici.

Voir la requête brute et les sources sur Wikidata.

## Compagnies et destinations
| Compagnies                                           | Destinations |
| ---------------------------------------------------- | --- |
| 9 Air                                                | Dalian-Zhoushuizi, Canton-Baiyun, Guiyang, Harbin Taiping, Hefei, Lanzhou, Taiyuan-Wusu |
| Air China                                            | Pékin-Capitale, Chengdu-Shuangliu, Chongqing-Jiangbei, Canton-Baiyun, Guiyang, Kunming-Changshui, Lanzhou, Shanghai-Pudong, Taiyuan-Wusu, Tianjin Binhai, Xi'an-Xianyang, Séoul-Incheon, Taïwan-Taoyuan                                                                                                  |
| Beijing Capital Airlines                             | Haikou, Lijiang, Xi'an-Xianyang |
| Cathay Dragon                                        | Hong Kong |
| Chengdu Airlines                                     | Chengdu-Shuangliu, Guiyang, Haikou, Jinan, Nanning, Wuhan, Zunyi (zh) |
| China Eastern Airlines                               | Pékin-Capitale, Chengdu-Shuangliu, Chongqing-Jiangbei, Canton-Baiyun, Shantou-Chaozhou-Jieyang, Kunming-Changshui, Lanzhou, Liuzhou, Luzhou-Yunlong, Nanning, Qingdao-Jiaodong, Shanghai-Pudong, Shiyan Wudangshan (en), Taiyuan-Wusu, Wuhan, Xi'an-Xianyang, Zhengzhou, Rome Léonard-de-Vinci/Fiumicino |
| China Express Airlines                               | Chongqing-Jiangbei, Guilin-Liangjiang |
| China Southern Airlines                              | Changsha, Canton-Baiyun, Guiyang, Nanning, Shenzhen-Bao'an, Ürümqi-Diwopu, Wuhan, Zhengzhou, Zhuhai |
| China Southern Airlines opéré par Chongqing Airlines | Chongqing-Jiangbei, Harbin Taiping |
| GX Airlines                                          | Nanning |
| Hainan Airlines                                      | Pékin-Capitale, Chongqing-Jiangbei, Canton-Baiyun, Shenzhen-Bao'an, Taiyuan-Wusu, Ürümqi-Diwopu, Wuhan, Xi'an-Xianyang, Zhengzhou |
| Hebei Airlines                                       | Nantong Xingdong, Qionghai-Bo'ao (en), Shijiazhuang |
| Juneyao Airlines                                     | Changchun, Changsha, Chongqing-Jiangbei, Guiyang, Zhangjiajie, Zunyi (zh) |
| Lion Air                                             | Charter : Denpasar-Bali |
| Loong Air                                            | Pékin-Capitale, Guiyang, Handan (zh), Hefei, Kunming-Changshui, Zhuhai |
| Lucky Air                                            | Kunming-Changshui, Yancheng, Zhengzhou |
| Mandarin Airlines                                    | Taïpei-Songshan |
| New Gen Airways                                      | Charter : Bangkok-Don Muang, Surat Thani (en) |
| Qingdao Airlines                                     | Guilin-Liangjiang, Guiyang, Yantai |
| Ruili Airlines                                       | Lanzhou, Shenyang |
| Shandong Airlines                                    | Chongqing-Jiangbei, Guilin-Liangjiang, Guiyang, Jinan, Qingdao-Jiaodong, Shenyang, Yantai, Zhuhai |
| Shanghai Airlines                                    | Chongqing-Jiangbei, Dalian-Zhoushuizi, Haikou, Handan (zh), Harbin Taiping, Huangshan-Tunxi, Jinan, Jining Da'an (en), Kunming-Changshui, Ordos Ejin Horo, Qingdao-Jiaodong, Qiqihar-Sanjiazi, Shanghai-Hongqiao, Shanghai-Pudong, Shenyang, Yantai, Zhengzhou, Zhuhai, Bangkok-Suvarnabhumi             |
| Shenzhen Airlines                                    | Canton-Baiyun, Harbin Taiping, Huizhou Pingtan (en), Kunming-Changshui , Linyi (zh), Sanya-Phénix, Shenyang, Shenzhen-Bao'an, Yuncheng , Zhanjiang-Wuchuan, Zhengzhou |
| Sichuan Airlines                                     | Changsha, Chengdu-Shuangliu, Chongqing-Jiangbei, Guiyang, Kunming-Changshui, Harbin Taiping, Nanning, Sanya-Phénix, Xichang (en), Zhangjiajie |
| Spring Airlines                                      | Huai'an, Shantou-Chaozhou-Jieyang, Shijiazhuang, Jeju |
| Tianjin Airlines                                     | Chongqing-Jiangbei, Fuyang (en), Hohhot, Qingdao-Jiaodong, Tianjin Binhai, Xi'an-Xianyang |
| Tibet Airlines                                       | Chengdu-Shuangliu, Tongren Fenghuang (en) |
| T'way Air                                            | Séoul-Incheon |
| Urumqi Air                                           | Hefei, Nanchong (en), Ürümqi-Diwopu |
| West Air                                             | Chongqing-Jiangbei, Zhengzhou |

Édité le 11/01/2019

## Intermodalité
La route provinciale S77, relie l'aéroport au centre-ville, elle passe proche de la gare de Wenzhou et va jusqu'à la gare de Wenzhou-Sud, situé au Sud-Ouest du centre urbain.